# 卡奥莱
卡奥莱（義大利語：Caorle），是意大利威尼托大区威尼斯廣域市的一个市镇。总面积151.52平方公里，人口12016人，人口密度79.3人/平方公里（2009年）。国家统计（ISTAT）代码为027005。